# هيكتور خافيير فيلاسكو
هيكتور خافيير فيلاسكو (بالإسبانية: Héctor Javier Velazco)‏ مواليد 20 مايو 1973 في بوينس آيرس، الأرجنتين، هو ملاكم أرجنتيني يصنف ضمن فئة وزن خفيف الثقيل بدأ مسيرته الاحترافية سنة 1996.

## المسيرة الاحترافية
من نزالاته:
- خسر أمام آرثر إبراهام بالضربة القاضية (23-04-2005).
- خسر أمام فيليكس ستورم (13-09-2003).

## إحصائيات
خاض خلال مسيرته 47 نزالا، فاز في 37 وتعادل في 1 وخسر في 9. فاز بالضربة القاضية في 16 نزالا.

## روابط خارجية
- هيكتور خافيير فيلاسكو على موقع بوكس ريك (الإنجليزية) (registration required)